# Berles-Monchel

Berles-Monchel este o comună în departamentul Pas-de-Calais, Franța. În 1 ianuarie 2022 avea o populație de 487 de locuitori.